# 錫納朋火山
錫納朋火山是位於印尼北蘇門答臘省一座更新世至全新世的複式火山。大部份的熔岩位於其側翼。

## 地質
大部份印尼火山都是源自巽他島弧。巽他島弧是由印度板塊及印度-澳洲板塊隱沒帶所造成，並由安達曼群島及東面的班達島弧所包圍。
錫納朋火山是一座很長的安山岩及英安岩複式火山，共有4個火山口，但當中只有1個是活躍的。

## 噴發
錫納朋火山在休眠了400年後，於2010年8月再度爆發，並自2013年9月以來一直持續活躍。從2010年到2015年底的總爆發量估計為0.16立方公里緻密岩石當量。

### 2010年噴發
於2010年8月29日，錫納朋火山經過幾日鳴叫後，發生了輕微的爆發。火山灰噴發高達1.5公里，熔岩於火山口溢出。錫納朋火山已沒有活躍幾個世紀，對上一次爆發是於1600年。 
周一（30日）早上印度尼西亚苏门答腊岛上的火山再次爆发，浓烟冲向2000多米的高空。印度尼西亚火山及气象部门称，这可能会影响国际航班的运营。
印尼政府疏散了錫納朋火山附近地區約18000名居民，並發出最高的警告級別。印尼政府亦替難民提供食物及口罩等必須物資。
最接近錫納朋火山的城鎮是卡班賈赫（Kabanjahe）及不拉士打宜（Berastagi）。是次火山爆發並沒有令當地機場停航。 共造成約1萬2000人撤離，報告指有1人在逃難時因呼吸問題而死亡。

### 2013年噴發
2013年9月15日早晨爆發，噴出大量火山碎屑流，北苏门答腊省政府撤離周圍村莊超過3700人，並無人員傷亡。也是錫納朋火山休眠百年後，於4年內的第3度爆發。
至2014年1月，已喷发超过两百次，迫使超过两万村民撤离。

### 2014年噴發
2014年2月1日晚，火山再度爆發，噴出大量火山碎屑流，目前16人罹难，包括4名學生。

### 2016年噴發
2016年5月21日，锡纳朋火山喷出3000米高的火山灰，火山灰冲下山脚，导致正在务农的7名村民死亡，多人受伤。

### 2018年噴發
2018年2月19日上午再度噴發。火山灰柱直竄5000公尺高空，並往南蔓延4900公尺，幸好沒有造成任何人傷亡。這是錫納朋火山今年（2018年）以來，爆發規模最大的一次，澳洲已經對來往附近地區的航班，發出最高等級的紅色警告。
民眾直擊火山灰沿著山坡往下衝，方圓7公里危險區內的村莊，蒙上一層厚厚的火山灰，數千居民生活受到影響。民眾趕搭巴士等交通工具，疏散到鄰近的城市避難，但也有民眾冒險留下來搶救家園。
印尼官方趕緊發放口罩給尚未離開的民眾，並呼籲民眾盡量減少外出，以免誘發呼吸道問題。澳洲火山灰諮詢中心也對來往的航班，發出火山飛安警戒，最高等級的紅色通告。

### 2019年噴發
在2019年5月7日發生了一次噴發，火山灰柱有2,000米高，灰燼和煙霧覆蓋了當地的村莊碎片。當局建議居住在火山附近河流上的當地居民對可能的熔岩流保持警惕，並表示這次噴發有可能影響空中飛行，儘管他們當時並未就飛機避開該地區發出正式建議。
6月9日當地時間下午4時28分，發生了一次大噴發，火山灰燼到達了7,000米的高空，並向南和東南方向形成了3~3.5公里的火山碎屑流。

### 2020年噴發
2020年8月10日，锡纳朋火山首次喷发，之后持续在18日和23日爆发。

### 2021年噴發
2021年3月2日，锡纳朋火山再度噴發。

## 外部連結
- . Al Jazeera. 2010-08-29  [2010-08-30]. （原始内容存档于2021-02-02）.